# Elektrotherapie (novelle)
'Elektrotherapie', oorspronkelijk verschenen als 'Electrotherapie!', is een novelle van de Nederlandse schrijver Willem Frederik Hermans, geschreven in 1943 en gepubliceerd in de verhalenbundel Moedwil en misverstand uit 1948. De Amsterdamse Ronald is een begaafd gymnasiast die door zijn ouders kort gehouden wordt. Tijdens de jaarlijkse vakantie in de Achterhoek wordt hij verliefd op Agnes, de dochter van een baron, maar hij voelt zich geremd in zijn toenaderingspogingen vanwege het standsverschil.
De schrijfstijl is een parodie op het naturalisme, de literatuurstroming waarvan de Fransman Émile Zola de leider en theoreticus was. Als thema's worden het meest genoemd het aan Sigmund Freud ontleende concept van inhibitie, de verhouding tot de tirannieke vader en de verkeerde beoordeling van de werkelijkheid. Het verhaal is gebaseerd op enkele autobiografische gegevens en familieleden van de auteur.
In de eerste druk van de verhalenbundel was 'Elektrotherapie' het openingsverhaal, in latere drukken werden de verhalen op chronologische volgorde van ontstaan gezet.

## Autobiografische achtergrond
De familiegeschiedenis waarmee het verhaal inzet, gaat terug op die van de auteur zelf. De overgrootvader van Hermans trok als achttienjarige met Napoleon naar Rusland en zes van zijn twaalf kinderen overleden in hun eerste vier leefjaren.
Oom Karel en tante Engeltje uit het verhaal zijn gebaseerd op een oom en tante van de auteur. In zijn jeugd ging Hermans vaak te logeren bij familie in Almelo, bij oom Kees De Jong, een notaris, die getrouwd was met tante Trijntje (1882-1955), de jongste zuster van de vader van Hermans. Hermans verplaatste de locatie van Twente naar de Achterhoek.

## Samenvatting
De Amsterdamse jongen Ronald is een zeventienjarige gymnasiast. Daarvoor zat hij op een volksschool waar hij door de andere leerlingen elke dag gepest werd omdat hij een matrozenpakje draagt en van voren een pony heeft. Hij durft echter niet te vechten omdat beschadiging van zijn kleding hem thuis op slaag zal komen te staan. Omdat zijn bangelijke moeder nooit heeft kunnen wennen aan de opkomst van het autoverkeer na de Eerste Wereldoorlog, mag Ronald niet op straat spelen. Tenger, bang en onhandig wordt Ronald zijn hele schooltijd Stijve Jezus genoemd.
In de lange vakantie voordat hij naar het gymnasium gaat, leest Ronald veel. Hij leent de boeken van zijn grootvader van moederskant, die een bibliotheek heeft. Elke zomer verblijft hij met zijn ouders in de Achterhoek bij een oom die notaris is. Bij de autotochtjes moet Ronnie dan op de vloer zitten vanwege het tekort aan zitplaatsen. Met zijn neefje Frits zet hij diens elektrische trein op maar Frits gooit alles van de trap, waarvan Ronald de schuld krijgt. In de keuken speelt hij halma met Rosalind, het Duitse dienstmeisje met wie hij niet kan communiceren omdat hij de taal niet spreekt.
Eenmaal op het gymnasium beseft hij dat hij plat-Amsterdams spreekt, maar hij wordt niet meer gepest en zijn onhandigheid met gymnastiek interesseert ook niemand. Ronald is een goede leerling en gaat cum laude over naar de tweede en de derde klas. De vakanties brengt hij door met lezen en proeven met elektriciteit en chemicaliën. Hij wil later ingenieur worden. Alleen is hij ook niet meer, want in de schoolpauze wandelt hij met een groepje naar het nabijgelegen Leidseplein. De leerlingen wonen vrijwel allemaal in Zuid, Ronald in Oost. Op een feestavond maakt hij indruk met het spelen van fuga's van Bach, maar hij beseft dat hij populairder zou zijn als hij in plaats daarvan goed was geweest in tennis.
Ook de vakanties in de Achterhoek bevallen nu beter. Oom en tante hebben een piano en aangezien Ronald een goed pianist is, weet hij indruk te maken met zijn spel. Ook maakt hij daar kennis met een leeftijdgenoot, Agnes, de dochter van een baron.
Ronald mag niet mee kamperen en krijgt geen zakgeld, zodat hij nooit naar de bioscoop kan. Aanvankelijk geloofde hij de verklaring van zijn ouders dat ze geen geld hadden, maar inmiddels beseft hij dat dat de waarheid niet is. Geleidelijk wordt Ronald opstandiger, wat tot ruzie met zijn vader leidt en daarna een week zwijgen. Het enige geluid dat de vader dan nog maakt is als hij loopt, 'doffe zware stappen, als van een onheil op rubberkussens.' Zijn moeder houdt zich afzijdig. Ronald ontwikkeld het gevoel 'dat hij iemand anders was dan hij was', een aangenomen kind misschien, met en andere vader. Zo fantaseert hij de zoon van een graaf of een baron te zijn, die zijn opvoeding heeft uitbesteed aan deze mensen die zich zijn ouders noemen.
In de vierde klas bouwt hij een ultrakortegolfzender, waarmee hij op een avond zijn eigen pianospel uitzendt. Als zijn vader ontdekt wat het toestel op zolder voorstelt, krijgt Ronald voor het eerst sinds tijden slaag. 'Het kostte hem grote moeite zich niet te verdedigen.' Ronald beschouwt zijn vader als 'een belachelijke burgerman' en zijn tante Engeltje uit de Achterhoek als 'een platte caféhoudersdochter, een nouveau-riche die niet eens behoorlijk schrijven kon.' Ook geestelijk ontwikkelt Ronald zich tot de meerdere van zijn vader. Omdat die altijd dezelfde verwijten uit, kan Ronald in stilte antwoorden van 'een bevallige hatelijkheid' bedenken, die de vader tot grote woede brengen. Hij begint genot aan de ruzies te beleven en zijn vader te treiteren, waarbij hij eenmaal zelfs de helft van diens snor afknipt terwijl vader slaapt.
Als Ronald zeventien is en in de vijfde klas zit, gaan ze niet die zomer maar met Kerstmis naar de familie in de Achterhoek, waar ze 19 december arriveren. De bevroren natuur ontroert hem zoals de levende dat nooit gedaan heeft. Agnes is minder mager dan vroeger en hij ervaart haar verschijning alsof hij haar nooit eerder had gezien. Op haar uitnodiging gaat Ronald mee schaatsen, wat hi nog nooit gedaan heeft. De dag voor de schaatsafspraak oefent hij op de schaatsen van zijn oom. Hij bedenkt dat het veroveren van Agnes de enige reden is om zo knap te zijn als hij op school is, want verder waardeert niemand zijn prestaties. Al schaatsend waant hij zich 'een ontdekkingsreiziger, eenzaam voortkruipend naar de Pool.'
Ronald voelt zich meer op zijn gemak in het huis van zijn tante. Tante valt ook op dat hij een man aan het worden is en vraagt hem een kapot stopcontact te maken. Die middag gaan ze schaatsen. Ronald durft geen gespreksonderwerp aan te snijden, maar Agnes merkt dat hij net zo naar haar kijkt als zij vijf jaar geleden al naar hem. Ook zij durft geen gesprek te beginnen en te vertellen dat zij vroeger al achter de struiken naar zijn pianospel luisterde. Toch komt het gesprek op wat zijn pianospel voor een ander zou kunnen betekenen, maar Agnes zet niet door en verzuimt te zeggen dat zij haarzelf bedoelt. Dan komt een andere jongen aan schaatsen en die neemt Agnes mee; Ronald kan het tempo niet bijhouden en valt. Uit de luidspreker van de schaatsbaan komt Bei mir bist du schön. Hij ziet Agnes niet meer en gaat huiswaarts.
De volgende dag vraagt Agnes waar hij gebleven was en Ronald zegt dat hij gevallen was. Daarop vraagt zij hem mee te gaan wandelen. Hij voelt aandrang haar te kussen maar durft niet omdat hij onzeker is of zij dit goed zou vinden. Hij durft niet naar haar gevoelens voor hem te vragen, uit angst voor een afwijzing, maar overweegt niet dat voor haar hetzelfde geldt. Alleen in zijn fantasie verklaart hij haar de liefde en legt uit dat hij zich schaamt voor zijn proletarische afkomst waar de mensen alleen aan geld denken. In werkelijkheid praten ze alleen over school.
Eerste Kerstdag hebben oom en tante een diner bij kennissen en op Tweede Kerstdag vieren zij met Ronald en zijn ouders het diner. D Ronald doorziet inmiddels zijn eerdere denkbeeld van 'een clandestiene adellijke afkomst' als een kinderachtigheid die in de puberteit vaak voorkomt, en zijn vermeend 'aangeboren' haat tegen 'plebejers' als iets dat hij op de lagere school aanleerde, maar in feite 'even onzinnig als de Ariërhypothese. Verdomd, hij had wel wat van een nazi!' Hij slaapt in met een fantasie over een blote Agnes, een beeld dat hij baseert op het blad La Vie Parisienne, waarvan hij ook de advertentie voor Elektrotherapie bij seksuele problemen voor zich ziet.
Op Tweede Kerstdag heeft de dooi ingezet, de sneeuw heeft haar glans verloren en het huis lijkt weer even somber als vroeger. 's Morgens heeft Ronald een voorgevoel dat er weer een conflict met de ouderen zal plaatsvinden en dat wordt tijdens de koffie bewaarheid. Hij gaat naar Agnes die hem in oude en vermaakte kleding ontvangt; daardoor vermoedt Ronald dat har zijn oude pak is opgevallen en zij zich bij hem aanpast. Zij licht hem in dat zij en haar vader die avond het diner samen met Ronald en zijn familie zullen gebruiken. Ronald beseft dat zij zijn ouders zal leren kennen, voor wie hij zich schaamt. Zij vertelt hem over haar huiselijke omstandigheden en dat zij haar moeder miost maar Ronald durft niet te vragen waarom en weet dus niet of haar moeder nog wel leeft.
Tijdens de bijeenkomst voor het diner speelt Ronald eerst piano voor het gezelschap, maar in zijn hart alleen voor Agnes. Hij meent dat zijn moeder haar best doet het met de baron te kunnen vinden en neemt zich voor om thuis voortaan 'goed voor u' proberen te zijn. Dan gaan ze aan tafel, maar bij de hors-d'oeuvre heeft hij de gewaarwording dat hij in slaap gevallen is en 'een afschuwelijke nachtmerrie' droomt. Hij stelt zich voor dat zijn tante de baron alleen heeft uitgenodigd om hem te tonen hoe liefdadig zij haar armlastige familie uit Amsterdam behandelt. Dit beklemt hem zo dat hij niet reageert wanneer de baron hem een vraag stelt. Oom suggereert dat hij niet tegen de wijn kan, tante vindt dat hij wel genoeg gedronken heeft. Ronald staat op en houdt zich overeind aan de tafel, daarbij ziet hij zijn tante 'als op een foto van een materialisatie op een spiritistische séance.' Hij stoot een en ander van tafel en rent 'de trap op', waarbij hij tegen het glas-in-lood raamstoot: 'het gaf een gekrijs als van een klein kind.'
Op de slaapkamer kijkt hij zichzelf in de spiegel aan, 'de rode ogen, zijn gloeiend gezicht'. Met behulp van de afgedankte vulpen die hij eerder van zijn oom had gekregen, demonteert hij de fitting van de bureaulamp, waarna hij het snoer splijt en de uiteinden in zijn oren stopt, 'als de dokter een stethoscoop.' Dan steekt hij de stekker in het stopcontact, 'als een geleerde die inschakelt voor het Beslissend Experiment.' Hij sterft 'onmiddellijk en pijnloos' aan de stroom.

### Personages
- Ronald, zeventien jaar, Amsterdamse gymnasiast
- Vader van Ronald, 62 jaar, ambtenaar bij de Posterijen
- Moeder van Ronald, 56 jaar
- Oom Karel, notaris in de Achterhoek
- Tante Engeltje, de vrouw van de notaris, zuster van Ronalds moeder
- Frits, diens vierjarige zoontje
- Rosalinde, Duis dienstmeisje van oom en tante
- Van Rouwendael, een verarmde baron in de Achterhoek
- Agnes, dochter van de baron en leeftijdgenoot van Ronald

## Schrijfstijl: parodie op het naturalisme
Literatuurwetenschapper Michel Dupuis merkt op dat het verhaal begint met een parodie op het determinisme en de naturalistische roman. Voor het voorspellen van de levensloop van een mens zou het volstaan voldoende gegevens te hebben over diens afkomst, omgeving en zijn specifieke historische omstandigheden. Deze optimistische opvatting is volgens literatuurwetenschapper G.F.H. Raat volledig in strijd met de kennistheoretische denkbeelden van Hermans. De inzet van 'Elektrotherapie' doet denken aan een wetenschappelijke verhandeling:
Om niemand de gelegenheid tot verklaring van de zonderlinge geneeswijze die Ronald, zeventienjarig gymnasiast zich koos, te misgunnen, volgt hier een bloemlezing uit die feiten, welke het meest tot op de causaliteit gerichte verbeelding spreken. Dit zijn de voornaamste erfelijke factoren...
De woorden 'verklaring', 'causaliteit' en 'erfelijke factoren' activeren bij de lezer een naturalistisch verwachtingspatroon. Het eerste gegeven is echter dat van zijn overgrootvader 'vrijwel niets bekend' is. Vervolgens komen trivialiteiten, dubieuze mondelinge overleveringen, niet te staven beweringen over doodgeboren kinderen die daarom in het trouwboekje ontbreken, het weglaten van gegevens waarvoor de lezer naar het werk van De Schoolmeester verwezen wordt, en andere ongeloofwaardige geruchten, clichés en dergelijke ter sprake.
De factor 'milieu' biedt ook geen naturalistische verklaring voor Ronalds levenseinde, want het zijn niet de werkelijke omstandigheden maar zijn verkeerde inschatting van de verhouding van zijn eigen ouders (die de loterij wonnen en dus welgesteld zijn) tot de adellijke afkomst van Agnes (waarvan Ronald niet weet dat die sterk verarmd is). De vader van Agnes staat bij de oom van Ronald in het krijt.
Raat wijst er verder op dat de theoreticus van het naturalisme, de Franse schrijver Zola, de naturalistische roman zag als een wetenschappelijk experiment. De verteller van 'Elektrotherapie' laat zijn wetenschappelijke toon na de eerste alinea's vallen maar herneemt die aan het slot, waar Ronald zijn 'Beslissend Experiment' uitvoert. in deze context vormt de term niet alleen een verwijzing naar het naturalisme, maar slaat ook terug op de 'zonderlinge geneeswijze' uit de openingszin, die nu uit zelfmoord blijkt te bestaan. In de slotzin herneemt de verteller zijn wetenschappelijke toon uit het begin: 'De stroom heeft hem onmiddellijk en pijnloos gedood, wat bij zijn primitieve manier van doen en de gebruikelijke niet zeer hoge netspanning, niet eens vanzelf spreekt.' De verhaalconstructie is zodanig dat de lezer voortdurend meer weet dan Ronald en in staat is de situatie op juiste waarde te schatten.
Volgens Dupuis is de parodie bij Hermans vaak dubbelzinnig en ook hier. Op een averechtse, niet-naturalistische manier is de wanhoopsdaad inderdaad te verklaren uit opvoeding en milieu: naarmate Ronald zich ontwikkelt voelt hij een afstand tot zijn ouderlijk milieu waarvoor hij zich schaamt. Juist dit zelfbedrog brengt hem tot zelfmoord.

## Motieven
Een speciale rol hebben de weersomstandigheden. Normaliter gaat Ronald in de zomervakantie naar de Achterhoek, maar zijn laatste bezoek, waarbij hij zelfmoord pleegt, vindt in de Kerstperiode plaats, wanneer het vriest. In de tuin is Ronald verwonderd omdat 'de natuur hem ontroerde, wat anders zelden voorkwam. Misschien doordat er geen leven in te bespeuren viel.' Hierbij suggereert onderzoeker Baudoin Yans als reden voor de positieve connotatie van de vorst in het werk van Hermans dat deze de organische stof tot rust brengt. De positieve kijk op het anorganische, in dit verhaal vertegenwoordigd door bevroren water, zou samenhangen met Hermans' 'afkeer van aftakelingsprocessen'. Op Tweede Kerstdag, wanneer Ronald zelfmoord pleegt, is de dooi ingetreden.
De kleine Frits is volgens Yans een exemplarisch geval van de wijze waarop jonge kinderen bij Hermans optreden: vaak zijn het door vernietigingsdrang gedreven 'kleine monsters' die 'voorwerpen opzettelijk kapot [maken]' maken', zoals Frits de modeltreintjes van de trap gooit.
De hermansiaanse taalproblematiek speelt in de novelle geen grote rol; zij wordt vertegenwoordigd door het Duitse dienstmeisje Rosalind, met wie Ronald niet kan communiceren maar wel halma spelen. Vaak, aldus Yans, worden in het oeuvre figuren die niet dezelfde moedertaal hebben met elkaar geconfronteerd met alle communicatieproblemen van dien.
De eenzaamheid van Ronald gaat volgens Yans niet gepaard met een verlangen naar diepgaand menselijk contact; het is in het werk van Hermans eerder zo dat de personages zich om praktische redenen van hun eenzaamheid verlost willen zien, bijvoorbeeld omdat ze niet sterk genoeg zijn om hun afwijkende persoonlijkheid te accepteren, of er 'niet opgewassen zijn tegen de lasten van het leven'.
Ronald is een van de vele scheppers of uitvinders die in het oeuvre, zoals in dezelfde novellebundel ook Varenhijt uit 'Atonale' daartoe behoort.

## Thematiek
Criticus Paul Rodenko ziet de novelle, net als alle verhalen van de bundel, als een stadium in het proces van ontvoogding. Hij brengt het beroep van de vader van Ronald, ambtenaar bij de Posterijen, in verband met 'het bliksemsymbool van de telegraaf' en 'de toornende, bliksemslingerende Zeus'. Ronald leeft in de geladen wereld van een almachtige, toornende vader waartegen hij zich verzet door zich als een tovenaarsleerling te bedienen van radio en elektriciteit.
Popelier ziet primair een psychologische thematiek; voor hem is de verhouding tot de vader het hoofdthema. Volgens Dupuis Ronalds vader is steeds uit op de dankbaarheid van zijn zoon, is gierig en ziet in 'maatschappelijke respectabiliteit en burgerlijk utilitarisme' de criteria voor een succesvol leven. Hierdoor wordt Ronald sterk geremd in de omgang met anderen, wat Dupuis het 'inhibitieschema' noemt. De vader van Ronald is volgens Dupuis vergelijkbaar met de vaderfiguren uit de roman Ik heb altijd gelijk en de verhalen 'De blinde fotograaf' en 'De elektriseermachine van Wimshurst', en ook met de werkelijke vader van de auteur zoals die oprijst uit Fotobiografie.
Raat ziet misverstand als thematiek: Ronald taxeert de afstand die hemzelf van Agnes scheidt, verkeerd in omdat hij niet weet dat haar vader verarmd is. Daarnaast acht hij zichzelf superieur aan zijn ouders en bovendien is hem ontgaan dat Agnes al jaren verliefd op hem is.
Biograaf Willem Otterspeer ziet het conflict tussen de grote maatschappelijke ambitie en de eenvoudige afkomst van Ronald als het voornaamste thema. Daarnaast wijst hij op het onvermogen tot communicatie dat in deze vroege novelle een rol speelt; symbolisch daarvoor is een zin over het gebruik van de kortegolfzender: 'Ronald ontving niets; hij zond alleen.'

## Ontstaans- en publicatiegeschiedenis
In een aantekenboekje uit de oorlog noteerde Hermans: 'In "Elektrotherapie" uitwerken Ronalds vereenzelviging met Christus.'
Het verhaal werd blijkens de aantekening onderaan geschreven tussen 27 mei tot en met 3 juni 1943, maar Hermans stuurde het pas op 14 mei 1944 naar uitgever John Meulenhoff. De woorden 'onheil op rubberkussens', waarmee eenmaal de vader wordt omschreven, diende in augustus `1947 als de voorlopige titel van de novellebundel die Hermans bij Meulenhoff zou uitgeven. Over deze titel schreef Meulenhoff op 4 september 1947 aan Hermans: 'Ik vind het jammer, dat je deze nieuwe titel "Onheil op Rubberkussens" hebt gekozen. "Moedwil en misverstand" lijkt mij een gelukkigere greep.'
In 1971 verscheen een vertaling in het Russisch door A. Orlov in Krasnyj buk; deze vertaling werd in 1981 herdrukt in Sovremennaja Niderlandskaja novella.